# Потребительский экстремизм
Потребительский экстремизм — поведение потребителей и/или их объединений, имеющее целью получить определённую выгоду и доход, манипулируя законодательством о правах потребителей в корыстных целях. По своей природе потребительский экстремизм может являть собой злоупотребление процессуальным правом.

## Определение
Термин «потребительский экстремизм» появился в России с конца 1990-х, в то время как на Западе этот термин и подобная практика известны уже несколько десятилетий.
Широко известно так называемое «Дело о чашке кофе» (Liebeck v. McDonald's Restaurants) — судебное дело Стеллы Либек против McDonald’s 1992 года, часто используемое для иллюстрации термина. Пожилая американка получила ожоги третьей степени кожи бёдер, ягодиц и паха в результате чрезмерно нагретого кофе, проданного ей в одном из ресторанов McDonald’s. Компания первоначально отказалась оплатить стоимость проведённых медицинских операций, и в итоге, после судебных тяжб, выплатила истице компенсацию в $640 тысяч.
В России термин «потребительский экстремизм» носит неформальный характер, поскольку не отражён в действующем законодательстве РФ.

## Правовая сущность
Под потребительским экстремизмом можно понимать следующие виды действий:
- действия потребителей, осуществляемые исключительно с намерением причинить вред предпринимателю, а также злоупотребления своим правом в иных формах;
- злоупотребление потребителями своим особым положением на рынке товаров, работ, услуг;
- недобросовестное поведение потребителей;
- умышленные противоправные деяния потребителей, совершаемые с целью обращения в свою пользу имущества предпринимателей путём обмана или злоупотребления особым отношением к потребителям.

Предпосылкой для возникновения потребительского экстремизма в России ряд экспертов считает последнюю редакцию Закона РФ «О защите прав потребителей», который стал эффективным инструментом регулирования потребительского рынка и разрешения споров на нём. Однако с одной стороны этот закон чётко регламентирует порядок предоставления услуг и продажи товаров, и обеспечивает надежную защиту интересов потребителей, а с другой — не предусматривает никаких норм ответственности за предъявление необоснованных претензий, и даже сам термин «потребительский экстремизм» или любое другое понятие или формулировка, соответствующие ему по смыслу (то есть отражающие, по сути дела, потребительское мошенничество), в нём отсутствуют.
Потребительский экстремизм имеет некоторые общие черты с корпоративным шантажом (рейдерством). Оба этих вида деятельности связаны со злоупотреблением правами, которые предоставляются участникам определённых общественных правоотношений.
Механизмы противодействия потребительскому экстремизму могут выражаться в превентивных мероприятиях и в ответных действиях. В качестве превентивных мероприятий можно использовать организацию работы с недовольными потребителями, что позволит уменьшить риск появления индивидуальных экстремистов, целью которых является моральное удовлетворение. Систематизация и анализ информации о развитии потребительского экстремизма и различных форм его проявления также является одной из мер противодействия этому явлению.